# Resident Evil: The Darkside Chronicles
Resident Evil: The Darkside Chronicles (укр. Оселя зла: Хроніки Темної Сторони) — відеогра в жанрі rail light-gun shooter розроблена японськими компаніями Capcom і Cavia, та видана першою. Гра була випущена 17 листопада 2009 року для Wii у Північній Америці. Вона є приквелом до Resident Evil 4, події якої відбуваються на два роки пізніше від подій The Darkside Chronicles. У Європі гра вийшла 27 листопада того ж року в комплекті із аксесуаром Wii Zapper.
Гра розповідає історію двох персонажів, Леона Кеннеді та Джека Краузера, які намагаються розкрити таємниці, що стоять за Т-вірусом, смертельним вірусом, розробленим корпорацією Амбрелла. Гра ведеться від першої особи. Вона також включає в себе кооперативний режим, в який можуть грати одночасно двоє гравців. Після релізу, гра отримала загалом позитивні відгуки.

## Сюжет
Сюжет гри розгортається навколо окремих історій серії. Основний акцент зроблено на переказі подій Resident Evil 2 і Resident Evil Code: Veronica. У розділі про Resident Evil 2 гравець бере під контроль протагоністів Леона С. Кеннеді та Клер Редфілд, окрім того, в одному з розділів гравець грає за Шеррі Біркін. У розділі Code: Veronica гравець грає за Клер у команді в'язня острова Рокфорт Стіва Бернсайда, а згодом і її брата Кріса Редфілда.

### Сценарії

#### Операція «Хав'єр»
Основний сценарій The Darkside Chronicles зосереджується на Леоні Кеннеді під час його першої місії американським урядовим агентом, події відбуваються через чотири роки після подій Resident Evil 2. Джек Краузер, досвідчений американський спецпризначенець, разом з Кеннеді вирушає до південноамериканського селища на пошуки Хав'єра Ідальґо, колишнього наркобарона, пов'язаного з корпорацією Амбрелла. Вони швидко з'ясовують, що селище переживає спалах вірусу і кишить зомбі та мутованою біоорганічною зброєю. Дует пробивається крізь цих істот і знаходить доньку Хав'єра, Мануелу, яка погоджується провести їх крізь джунглі.
Мануела розповідає, що батько вводив їй вірус T-Вероніка, щоб зцілити її від невиліковної хвороби. Група прибуває до маєтку Хав'єра і бореться з хвилями експериментальної біозброї Хав'єра. Вони зустрічають Хільду, матір Мануели, яка після зараження вірусом T-Вероніка перетворюється на кровожерливого монстра. Кеннеді відправляє Хільду на той світ, але під час битви Краузер серйозно травмує руку. Хав'єр намагається здолати Кеннеді та Краузера, злившись з масивним біомутантом під назвою V-Complex. Мануела, у свою чергу, використовує сили вірусу Т-Вероніка, щоб допомогти Кеннеді та Краузеру перемогти Хав'єра. Вони тікають з місця події на гелікоптері.

#### Спогади про Втрачене місто
Цей сценарій переповідає події гри Resident Evil 2 до моменту, коли Леон і Клер знищують мутованого Вільяма Біркіна. Редфілд і Кеннеді щойно прибули до Раккун-Сіті і дізнаються, що місто заполонили зомбі і потвори. Вони приймають рішення піти до поліцейської дільниці, сподіваючись отримати відповіді та виявити причетність компанії Амбрелла до цього лиха. Рідна донька Біркіна, Шеррі, стає його мішенню, і Леон та Клер повинні захистити її від мутації його G-вірусом. І все це в той час, коли їх переслідує могутній Тиран і вони стикаються з таємничими планами Ади Вонґ.

#### Гра забуття
Скорочений переказ Resident Evil Code: Veronica, де Клер Редфілд і Стів Бернсайд залишаються разом і намагаються втекти з острова Рокфорт на гідролітаку, водночас борючись із психопатом Альфредом Ешфордом, а згодом і з його сестрою Алексією. Зрештою, Клер і Стів опиняються розділеними, і Кріс приїжджає, щоб допомогти їй знайти його, перш ніж взятися за Алексію. У цій ітерації історії їхній батько Александр Ешфорд вперше з'являється безпосередньо вживу, перш ніж стати монстром, відомим як Носферату.

#### Падіння Темряви
Прихований сценарій у грі, який концентрується на Джеку Краузері під час операції «Хав'єр». Краузер висловлює свої думки, допомагаючи Леону Кеннеді прокласти шлях через штаб-квартиру Хав'єра. Після запеклої битви із біозброєю Краузер серйозно травмує руку і змушений покластися на допомогу Кеннеді, щоб вижити. Зрештою вони перемагають Хав'єра, але Краузера визнають фізично нездатним продовжувати військову службу. Захоплений ідеєю, що мутагенні віруси Амбрелли можуть дати необмежену могутність, він покидає уряд США, щоб розшукати Альберта Вескера.

## Ігровий процес
Гравці можуть використовувати Wii Remote для прицілювання та знешкодження ворогів. Можна грати як самому із напарником, яким керує комп'ютер, так і в кооперативі з іншим гравцем. Як і в Resident Evil: The Umbrella Chronicles, гравці володіють пістолетом з безкінечними набоями та іншою вогнепальною зброєю, включаючи дробовик, пістолет-кулемет і магнум. У грі також є елемент «ухиляння», який дозволяє гравцям ухилятися від певних ворожих атак, успішно проходячи QTE. Наприкінці кожного розділу гравці отримують оцінку, яка ґрунтується на кількості вбитих ворогів, знищених об'єктів, завданих ушкоджень, часу виконання завдання та критичних влучень.
Ігровий процес також зазнав деяких змін у порівнянні з The Umbrella Chronicles; наприклад, гравцям стало легше здійснювати постріли в голову, а також з'явився екран статусу. Смужки здоров'я гравців тепер розділені, гравці можуть збирати та використовувати зелені трави, щоб відновити свій лічильник здоров'я одним натисканням кнопки. Однак, у кожній главі є лише один лікувальний спрей, і він автоматично використовується, коли лічильник здоров'я гравця досягає нуля, повністю поповнюючи обидва лічильники здоров'я одночасно. Гравці тепер можуть кастомізувати кожну свою зброю, змінюючи потужність, скорострільність, місткість, швидкість та перезаряджання. Гра автоматично підлаштовує складність гри залежно від рівня майстерності гравців. Інші нові функції включають онлайн-таблиці лідерів та систему, що дозволяє розрізняти приціли гравців під час спільної гри.

## Розробка
Рішення про розробку The Darkside Chronicles було прийнято тому, що Кавата вважав це найкращим способом переповісти сценарії, які не могли бути включені в попередню гру. З цією назвою він хотів зробити набагато більший акцент на атмосфері жаху, використовуючи систему камер, яка намагатиметься передати відчуття реальності перебування у грі. Для розробки реалістичного тремтіння камери в хаотичних ситуаціях один з членів команди виїхав у місто на один день, щоб провести тестування рухів за допомогою відеокамери. Іншим важливим аспектом для створення атмосфери гри було забезпечення найкращої графіки, для чого Cavia використала всі свої ресурси. Кавата був дуже задоволений результатом і сказав, що єдине, що дійсно відрізняє візуальну складову від консолей наступного покоління — це відсутність HD-дисплея, також згадавши, що існує багато гарного матеріалу, який можна використати для наступних ігор серії Chronicles, і рішення про їх розробку значною мірою залежатиме від майбутньої співпраці з Cavia.
Оскільки розробка гри розпочалася до створення Degeneration і через різні часові рамки, Кавата виключив зв'язок з цим анімаційним фільмом та Resident Evil 5, хоча натякнув на появу нових персонажів та розвиток родинних зв'язків Біркінсів та Ешфордів.

## Сприйняття
| Агрегатор  | Оцінка |
| ---------- | ------ |
| Metacritic | 75/100 |

| Видання               | Оцінка |
| --------------------- | ------ |
| 1Up.com               | A−     |
| Destructoid           | 8.5/10 |
| Eurogamer             | 8/10   |
| Game Informer         | 8/10   |
| GameSpot              | 6/10   |
| GameSpy               | [ 12 ] |
| GamesRadar+           | [ 13 ] |
| GameZone              | 7.5/10 |
| Giant Bomb            | [ 15 ] |
| IGN                   | 8.1/10 |
| Nintendo Life         | [ 17 ] |
| Nintendo World Report | 7/10   |

IGN поставили The Darkside Chronicles 8.1 з 10. Видання зробило компліменти графіці, музиці, реграбельності та довготривалості гри, але зазначило, що камера злегка відволікає, а сюжет може заплутати тих, хто не знайомий з франшизою Resident Evil. GameSpot оцінили гру на 6,0 балів з 10. Вони заявили: «Єдине, що лякає в цій грі — це жахлива тремтяча камера».
В Японії гра стала третьою найбільш продаваною грою з результатом у 73 000 проданих копій. У Франції гра розійшлася накладом 16 000 копій під час свого дебюту. У Північній Америці The Darkside Chronicles посіла 151 місце у рейтингу продажів NPD Group за підсумками 2009 року.
У листопаді 2009 року Capcom була змушена відстоювати гру від звинувачень з боку Англіканської церкви Великої Британії, яка заявила, що вона героїзує насильство і пропагує окультизм, представник компанії Лео Тан відповів: «Це страшна істерика та істерія, яка залякує людей: Це розпалювання ненависті і типова релігійна істерія. Не можна звинувачувати відеоігри у суспільних хворобах. Це просто абсурд». Однак сайт totalvideogames.com стверджує, що в інтерв'ю згаданий релігійний діяч заявив, що він ніколи не коментував гру, а весь інцидент був непорозумінням. TVG.com також стверджує, що все це, швидше за все, було піар-ходом.